# South Western Highway
Der South Western Highway ist eine Fernverkehrsstraße im Südwesten des australischen Bundesstaates Western Australia. Er verbindet den South Coast Highway in Walpole an der Südküste des Landes mit dem Albany Highway in Armadale (südöstlich der Hauptstadt Perth). Von Walpole bis Bunbury, einer Hafenstadt an der Westküste von Western Australia, ist der South Western Highway Teil des National Highway 1, der rund um den australischen Kontinent führt, ab dort nach Norden ist er als Staatsstraße 20 (S20) ausgewiesen.

## Verlauf
Der South Western Highway beginnt in Walpole, wo er die Fortsetzung des South Coast Highway (R1) bildet, der über Esperance und Albany nach Walpole führt.
Nach Walpole passiert der South Western Highway zunächst dünn besiedelte Gebiete. Entlang der Strecke befinden sich ausgedehnte Wälder, die Heimat für zahlreiche Tier- und Pflanzenarten sind, und durch mehrere Nationalparks geschützt sind. Besondere Bekanntheit haben dabei die Karribäume (Eucalyptus diversicolor) die im Valley of the Giants im Walpole-Nornalup-Nationalpark zu finden sind.
Größere Städte an der Strecke des South Western Highway sind Manjimup, Bridgetown und Donnybrook, bevor nach etwa 250 km Bunbury erreicht wird. Bunbury ist die zweitgrößte Stadt in Westaustralien. Der South Western Highway führt seit einigen Jahren in großem Bogen um die Stadt. Am nordöstlichen Ende zweigt die Old Coast Road (R1) ab, die von da aus direkt an der Küste entlang nach Norden führt und ab Bunbury die Bezeichnung Highway 1 vom South Western Highway übernimmt.
Der South Western Highway verläuft von Bunbury an weiter im Landesinneren, etwa 20–30 km von der Küste entfernt. Dabei folgt er einer alten Bahnlinie, vorbei an den Städten Brunswick Junction, Harvey, Waroona und Pinjarra.
Nach etwa 160 km erreicht die Fernstraße die Stadt Armadale. Dort trifft er auf den Albany Highway (S30), der die direkte Verbindung zwischen Perth und Albany darstellt. Hier hat der South Western Highway sein Ende erreicht. Auf dem Albany Highway sind es noch 28 km bis ins Zentrum von Perth.